# Phocageneus venustus
Phocageneus venustus és una espècie extinta de cetacis de la família dels esqualodelfínids que visqué a l'oceà Atlàntic durant el Miocè. Se n'han trobat restes fòssils a Delaware, Maryland i Virgínia (Estats Units). Es tracta de l'única espècie del gènere Phocageneus. L'estudi d'una còclea de P. venustus mitjançant tomografia computada d'alta resolució revelà que presentava els trets associats a l'ecolocalització en els cetacis d'avui en dia, cosa que fa pensar que també era capaç d'utilitzar-la.